# Groupe santé CHC
Pour les articles homonymes, voir CHC.
Le Groupe santé CHC, anciennement appelé Centre hospitalier chrétien, est un groupe de soins belge constitué de cliniques, centres médicaux, maisons de repos et une crèche en province de Liège. Le siège social est établi sur le site de la Clinique CHC MontLégia, boulevard de Patience et Beaujonc 9 à 4000 Liège.
Le groupe hospitalier est la conséquence de fusions successives entre les sites qui le composent. Les premières fusions ont été réalisées en 1987. Le regroupement en 2001 des deux partenaires (Cliniques Saint-Joseph et Centre hospitalier Saint-Vincent – Sainte-Elisabeth) sous un même pouvoir organisateur a mis un terme aux fusions hospitalières pour former le groupe hospitalier actuel. Le Groupe santé CHC fait partie de l’UNESSA et du réseau hospitalier MOVE regroupant le Groupe santé CHC, l’hôpital St. Nikolaus d’Eupen et la clinique St. Josef de Saint-Vith,.
Le groupe compte 1009 lits hospitaliers depuis l'ouverture de la Clinique CHC MontLégia (chiffres 2020), 30 lits en maison de soins psychiatriques et 707 lits en maisons de repos. Il emploie 4276 personnes (tous métiers confondus) et occupe 1007 médecins et prestataires de soins indépendants (chiffres 2019).

## Changement de nom et nouveau positionnement
A sa création, le groupe s’était choisi le nom de "centre hospitalier chrétien". Le groupe se revendique être une ASBL "indépendante, ouverte et pluraliste". 
En janvier 2020, le CHC a adopté un nouveau nom (Groupe santé CHC)..